# Gianni Marzocchi
Gianni Marzocchi (Bologna, 2 gennaio 1934 – Roma, 25 agosto 1990) è stato un cantante, attore e doppiatore italiano.
Attivo come cantante nei suoi primi anni di carriera dopo aver esordito nel 1956 al Festival di Sanremo, in seguito si è dedicato all'attività di doppiatore.

## Biografia
Nato come musicista jazz, fu uno dei sei giovani, ed unici, partecipanti al Festival di Sanremo 1956 dopo aver vinto il concorso per Voci Nuove della RAI. A Sanremo cantò, tra le altre, Musetto, scritta da Domenico Modugno e poi portata al successo dal Quartetto Cetra. Nel 1960 partecipa al Festival di Milano con il brano Cielo finto abbinato alla cantante Wilma Roy.
Prende parte alla versione italiana della commedia musicale My Fair Lady che esordisce a Milano il 9 novembre 1963 per la regia di Sven Age Larsen.
Come attore ha fatto parte del cast dello sceneggiato televisivo del 1965 diretto da Leonardo Cortese La figlia del capitano.

### Il doppiaggio
Dagli anni sessanta si dedicò in maniera intensa al doppiaggio di film e cartoni animati: ha prestato la voce al Dottor Kenzo Kabuto nella serie televisiva Il grande Mazinga.
Si ricordano soprattutto i doppiaggi di Ronald Pickup nel ruolo di Giuseppe Verdi nella miniserie di Rai 1982, di  Keir Dullea nel film di Stanley Kubrick 2001: Odissea nello spazio (1968), Robert Duvall nel film di Francis Ford Coppola Apocalypse Now (1979) e tanti altri.
Grazie al suo talento e alle sue capacità in ambito musicale, doppiò inoltre diversi musical, come Il favoloso dottor Dolittle (Anthony Newley), My Fair Lady (Jeremy Brett), Camelot (Franco Nero, solo nel canto), e Cantagallo il gallo narratore nel film Disney Robin Hood.
Ha doppiato poi nella versione statunitense originale il canto di Nino Castelnuovo nel film Disney Giallo a Firenze.

### Morte
Morì di cancro nel 1990, a 56 anni.

## Programmi radiofonici
- Primi piani, orchestra diretta da Armando Trovajoli, presenta Enrico Luzi, trasmessa il 20 giugno 1956.

## Discografia parziale

### Singoli
- 1956: Lucia e Tobia/Sogni d'or (lato A duetto con Franca Raimondi; lato B canta Franca Raimondi; Fonit, 15235)
- 1956: Il cantico del cielo/Anima gemella (lato A canta Tonina Torrielli; lato B duetto con Clara Vincenzi; Cetra, DC 6462)
- 1956: Musetto/Amami se vuoi (lato B canta Tonina Torrielli; Cetra, DC 6464)
- 1956: Ho detto al sole/La vita è un paradiso di bugie (lato B canta Luciana Gonzales; Cetra, DC 6469)
- 1956: Lucia e Tobia/Due teste sul cuscino (lato A duetto con Clara Vincenzi;lato B canta Ugo Molinari; Cetra, DC 6470)
- 1956: Il grande amore/Pepote (lato B canta Tonina Torrielli; Cetra, DC 6533)
- 1956: Amore di stelle/Sette lunghi giorni (Seven lonely days) (lato A con Tonina Torrielli; lato B canta Clara Vincenzi con Poker di Voci; Cetra, DC 6535)
- 1956: A Nueva Laredo/Begli occhi innamorati (lato A duetto con Clara Vincenzi; Cetra, DC 6546)
- 1956: Un'ora sola ti vorrei/Parlami d'amore Mariù (Cetra, DC 6549)
- 1956: Signora forestiera/Giapponesina (lato B duetto con Luciana Gonzales; Cetra, DC 6606)
- 1956: Adele/Luna negra (lato B canta Luciana Gonzales; Cetra, DC 6696)
- 1957: La mia fortuna/Perché tu non vuoi (lato B canta Luciana Gonzales; Cetra, DC 6734)
- 1957: Sinceri/Pic nic (Cetra, DC 6735)
- 1957: Essere brillo/Grotta azzurra (Cetra, DC 6780)
- 1957: Mi fai morir di gelosia/Port au Prince (lato B canta Luciana Gonzales; Cetra, DC 6784)
- 1958: Cercavo una donna/Julia (Durium, Ld A 6363)
- 1958: Ritorna a me/Silenzioso amore (Durium, Ld A 6364)
- 1958: Mi addormento con te/Buenas dias, Maria (Durium, Ld A 6365)
- 1958: Tu lo sai/Ti manderò una bambola (Durium, Ld A 6427)
- 1958: Per un bacio d'amor/Quartiere dei lillà (Durium, Ld A 6470)
- 1959: Sempre con te/La luna è un'altra luna (Durium, Ld A 6479)
- 1959: Così... così.../Adorami (Durium, Ld A 6480)
- 1959: Notte, lunga notte/Com'è bello (Durium, Ld A 6533)
- 1959: Nebbia/Cantar... (io voglio cantar) (Durium, Ld A 6565)
- 1959: Noi siamo/Le ore (Durium, Ld A 6566)
- 1959: Padrone d''o mare/Stella furastiera (Durium, Ld A 6567)
- 1959: 'A rosa rosa/Si' tu! (Durium, Ld A 6568)
- 1959: Nuvola per due/Nu' t'add'avé 'nisciuno (Durium, Ld A 6647)
- 1959: Diamoci del tu/Amorevole (Durium, Ld A 6648)
- 1960: Notte mia/Amore, abisso dolce (Durium, Ld A 6744)
- 1960: Jessica/Piangere un po' (Durium, Ld A 6762)
- 1960: Nata per essere adorata/Come una bambola (Durium, Ld A 6777)
- 1960: Please, non lasciarmi/Eccoti (Durium, Ld A 6819)
- 1961: Le case/Un prato quadrato (Durium, Ld A 7004)

### EP
- 1956: Musetto/Parlami d'amore Mariù/Anima gemella/Un'ora sola ti vorrei (Cetra, EP 0556; il motivo "Anima gemella" è cantato in duetto con Clara Vincenzi)
- 1959: Per un bacio d'amor/Quartiere dei lillà/Sempre con te/Julia (Durium, ep A 3154)
- 1959: Nuvola per due/Nu' t'add'avé 'nisciuno/Diamoci del tu/Amorevole (Durium, ep A 3185)
- 1965: Avrei ballato ancor/Io stamattina prendo moglie/Perché qui vivi tu/In Spagna s'è bagnata la campagna (CBS EP 5.968; il primo brano è cantato da Delia Scala, il secondo da Mario Carotenuto, il quarto da Cesare Bettarini)

### Album
- 1956: Sanremo 1956 (Cetra, LPA 52); con Luciana Gonzales, Ugo Molinari, Tonina Torrielli, Clara Vincenzi
- 1959: 9º Festival di Sanremo 1959 (Durium, ms A 77015); con Aurelio Fierro, Flo Sandon's, Germana Caroli, Nella Colombo
- 1959: 7º Festival della Canzone Napoletana 1959 (Durium, ms A 77020); con Aurelio Fierro, Germana Caroli
- 1974: Walt Disney Productions presenta Robin Hood narrato da Gianni Marzocchi (Disneyland Record, STP 3810)
- 1965: La Warner Bros. presenta My Fair Lady (CBS, 70003)
- 1967: Il Favoloso dottor Dolittle (CFX-LP 66003)

## Discografia estera

### 33 giri
- 1956: 6º Festival della Canzone -  S. Remo 1956 (Cetra, LPA 52); con i brani Lucia e Tobia e Anima gemella cantati insieme con Clara Vincenzi
- 1959: 9º Festival della Canzone italiana - Sanremo 1959 (durium, ms A 77015); con i brani La luna è un'altra luna e Sempre con te (Always With You)
- 1959: The Twelve Greatest Hits from the 1959 San Remo Festival (Epic, LN 3572); con il brano Sempre con te (Always With You), pubblicato negli Stati Uniti d'America
- 1959: 7º Festival della Canzone Napoletana 1959 (Yugoton, LPD-V 160); pubblicato in Jugoslavia; con Aurelio Fierro, Germana Caroli
- 1959: VII Festival della Cancion Napolitana (Philips, 14306); pubblicato in Argentina; con Aurelio Fierro, Germana Caroli, Quartetto Radar
- 1960: Sanremo 1960 (durium, MSA 77027); con il brano Amore abisso dolce
- 1961: The Twelve Greatest Hits from the 1960 San Remo Festival (Epic, LN 3687); con il brano Notte Mia, pubblicato negli Stati Uniti d'America

### 45 giri
- 1962: Bella bella Florence/Canzone d'amore (Buena Vista Records, F 407); pubblicato negli Stati Uniti d'America; lato A duetto con Annette Funicello

### EP
- 1959: Sempre con te/La luna è un'altra luna/Adorami/Così... così... (Durium, ECGE 75112); pubblicato in Spagna

## Doppiaggio

### Cinema
- M. Emmet Walsh in Questa è la mia terra, Colpo secco, Airport '77, Gente comune, Brubaker, Reds
- Robert Loggia in Scarface, Porgi l'altra guancia, Psycho II, Gaby - Una storia vera
- Robert Duvall in Apocalypse Now, L'uomo che fuggì dal futuro, Il migliore
- Sam Wanamaker in Superman IV, Assassinio sul Nilo, Codice Magnum
- Harvey Keitel in Taxi Driver, Frontiera
- Jeroen Krabbé in 007 - Zona pericolo
- Frank Langella in  I dominatori dell'universo
- Keir Dullea in 2001: Odissea nello spazio
- George Coe in Kramer contro Kramer
- Steve Martin in Lo straccione
- Alan Rubin in The Blues Brothers
- Brian Dennehy in Silverado
- Kurtwood Smith in RoboCop
- Joe Turkel in Blade Runner
- Dick Van Dyke in Dick Tracy
- Roy Kinnear in Herbie al rally di Montecarlo
- Tony Kendall in Delitto sull'autostrada
- Paul Benedict in Goodbye amore mio!
- Victor Spinetti in La Pantera Rosa colpisce ancora
- Carl Gottlieb in Lo squalo (primo doppiaggio)
- Dominic Barto in Piedone lo sbirro
- Franco Ressel in ...continuavano a chiamarlo Trinità
- Giuseppe Anatrelli in Fantozzi
- Walter Wright Williams in Dottor Jekyll e gentile signora
- Aldo Ralli in Delitto in Formula Uno
- Corrado Olmi in Peccati in famiglia
- André Maranne in La Pantera Rosa sfida l'ispettore Clouseau
- Gianfranco Barra in La poliziotta della squadra del buon costume
- John P. Dulaney in Squadra antitruffa
- Richard Venture in Missing - Scomparso
- John Ericson in Pomi d'ottone e manici di scopa
- Giorgio Bracardi in Avere vent'anni
- Edwin Neal in Non aprite quella porta (primo doppiaggio)
- Horst Frank in Il gatto a nove code
- Gerry Bamman in Il segreto del mio successo
- Henning Moritzen in Sussurri e grida
- Sheb Wooley in Carovana di fuoco
- John Richardson in L'anatra all'arancia
- Peter Arne in Victor Victoria
- Gérard Tichy in Justine, ovvero le disavventure della virtù
- Renzo Marignano in Il domestico, Charleston
- Mario Pilar in Cara sposa

### Animazione
- Cantagallo in Robin Hood
- Fujiwara No Morozane in Robin e i 2 moschettieri e mezzo
- Autogatto in Mototopo e Autogatto (doppiaggio del 1972)

### Televisione
- Conrad Bain in Maude
- Ronald Pickup in Verdi
- Stacy Keach in Gesù di Nazareth
- Harry Guardino in Monty Nash
- John Hillerman in Ellery Queen
- Norman Eshley in George e Mildred, Un uomo in casa
- Kenzo Kabuto in Il Grande Mazinga

### Telenovelas
- Cláudio Cavalcanti in Agua Viva

### Direttore del doppiaggio
- Le signore di Hollywood, Il fantasma del palcoscenico, Dynasty, I Colby, Devlin & Devlin, Star Trek - The Next Generation